# Vicariat Apostòlic d'Aràbia del Sud
El Vicariat Apostòlic d'Aràbia del Sud (llatí: Vicariatus Apostolicus Arabiæ Meridionalis; àrab: النيابة الرسولية لجنوب شبه الجزيرة العربية, an-Niyāba ar-Rasūliyya li-Janūb Xibh al-Jazīra al-ʿArabiyya) és un vicariat apostòlic de l'Església catòlica en la península Aràbiga amb seu als Emirats Àrabs Units, que inclou els Emirats Àrabs Units, Oman i el Iemen. El superior del vicariat és el vicari suís Paul Hinder, de l'Ordre dels Germans Menors Caputxins (OFM Cap). Va ser creat el 1888 com a Vicariat Apostòlic d'Aden i se li va canviar el nom actual el 2011. La seu de la jurisdicció va estar a Aden, capital del llavors Iemen del Sud, el nom oficial de la qual era República Democràtica Popular del Iemen, fins a 1973, quan va ser transferida a la Catedral de Sant Josep a Abu Dhabi, als Emirats Àrabs Units. D'ençà de 1916 ha estat sota la cura dels caputxins de Florència, Itàlia.

## Història
Originalment parteix del Vicariat Apostòlic del Galla, el Vicariat Apostòlic d'Aràbia va ser creat com una prefectura apostòlica pel Papa Pius IX el 21 de gener de 1875. Va ser creat com a vicariat apostòlic el 25 d'abril de 1888, pel Papa Lleó XIII com el Vicariat Apostòlic d'Aden, amb seu al Iemen. El 28 de juny de 1889 el nom va ser canviat pel de Vicariat Apostòlic d'Aràbia responsable dels actuals països de la península aràbiga i la regió circumdant: l'Aràbia Saudita, Baréin, Qatar, els Emirats Àrabs Units, Oman, Somàlia i el Iemen, abastant una àrea de més de 3,1 milions de quilòmetres quadrats. Hi ha parròquies catòliques a tots aquests països, amb l'excepció d'Aràbia Saudita i Somàlia, on la pràctica pública de les religions no islàmiques està prohibida.
El 29 de juny de 1953 la Prefectura Apostòlica de Kuwait (ara conegut com el Vicariat Apostòlic d'Aràbia del Nord) va ser separat del Vicariat Apostòlic de l'Aràbia, i es va donar un nou traçat de les fronteres posteriors el 2011, reduint la seva jurisdicció als països dels Emirats Àrabs Units, Oman i el Iemen. El vicariat és administrat pels frares caputxins, encara que les germanes franciscanes també hi han participat, sobretot al principi.

## Estadístiques

### Població
- Total de la població en 2004: 47.760.669
- Total de la població catòlica en 2004: 1.300.500 (2.7% del total)
- Parròquies: 20
- Total de sacerdots (diocesans i religiosos): 45
- Catòlics per sacerdots: 28,900

### Ordinaris
- Louis-Callixte Lasserre, OFM Cap. (1888 - abril de 1900, va renunciar)
- Bernard Thomas Edward Clark, OFM Cap. (21 de març de 1902, nomenat - 18 de juny de 1910, nomenat Bisbe de la Diòcesi de Port Victòria a les Seychelles)
- Raffaele Presutti, OFM Cap. (13 de setembre de 1910 - 1915 va morir)
- Evangelista Llatí Enrico Vanni, OFM Cap. (15 d'abril de 1916-1925 va renunciar)
- Pacifico Tiziano Micheloni, OFM Cap. (25 d'abril de 1933 - 6 de juliol de 1936 va morir)
- Giovanni Tirinnanzi, OFM Cap. (2 de juliol de 1937 - 27 de 1949 va morir)[3]
- Irzio Luigi Magliacani, OFM Cap. (25 de desembre de 1949 – 1969, retirat)
- Giovanni Bernardo Gremoli, OFM Cap. (2 d'octubre de 1975 - 21 de març de 2005, retirat)
- Paul Hinder, OFM Cap. (21 de març de 2005 – al present)[4]